# Nils Johansson (1922–2014)
Nils Torsten Johansson, född 25 maj 1922 i Sönderum vid Halmstad, död 2014, var en svensk målare.
Han var son till lantbrukaren Johan Johansson och Sigrid Trygg. Johansson var som konstnär autodidakt och arbetade fram till 1954 som plåtslagare vid sidan av sitt konstnärskap. Han företog en mängd studieresor bland annat till Nederländerna, Rumänien och Marocko. Separat ställde han ut första gången i Halmstad 1946 och tillsammans med Gustaf Skoglund ställde han ut i Växjö 1956. Han medverkade i samlingsutställningar med Hallands konstförening sedan 1952. Hans konst består av stilleben, figurer och landskap i olja, pastell, akvarell och gouache. Han signerade sin konst Nils J:son. Johansson är representerad vid Hallands läns landsting. 